# 洛凯诺莱
洛凯诺莱（法語：Locquénolé，法語發音：[lɔkenɔle]）是法国菲尼斯泰尔省的一个市镇，位于该省东北部，属于莫尔莱区。

## 地理
洛凯诺莱（48°37'28"N, 3°51'39"W）面积0.85 平方千米，位于法国布列塔尼大區菲尼斯泰尔省，该省份为法国最西部的省份，位于布列塔尼半岛西部，北西南三面环大西洋，东临阿摩尔滨海省和莫尔比昂省。
与洛凯诺莱接壤的市镇（或旧市镇、城区）包括：卡朗泰克、托莱。

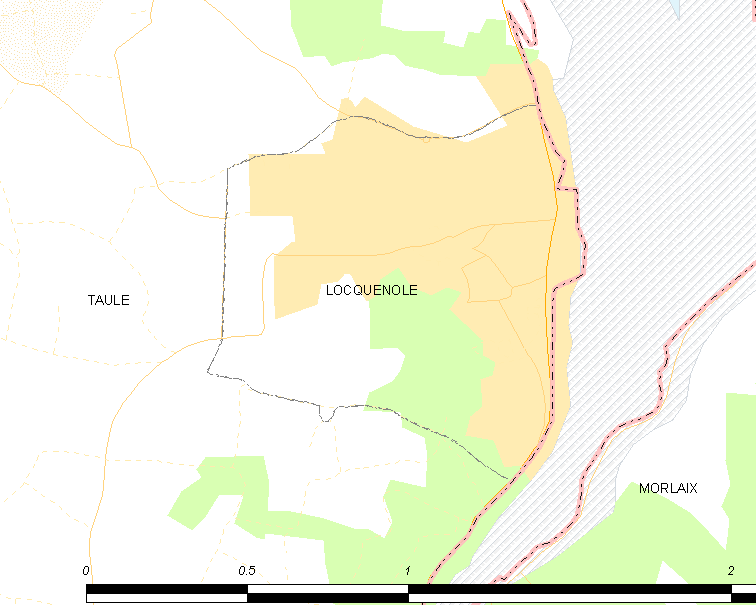
洛凯诺莱的OSM定位图

洛凯诺莱的时区为UTC+01:00、UTC+02:00（夏令时）。

## 行政
洛凯诺莱的邮政编码为29670，INSEE市镇编码为29132。

## 政治
洛凯诺莱所属的省级选区为莫尔莱县。

## 人口

1962-2008年间洛凯诺莱人口变化图示

洛凯诺莱于2022年1月1日时的人口数量为792人。